# Ectropothecium longipedunculatum
Ectropothecium longipedunculatum är en bladmossart som beskrevs av Hugh Neville Dixon 1942. Ectropothecium longipedunculatum ingår i släktet Ectropothecium och familjen Hypnaceae. Inga underarter finns listade i Catalogue of Life.